# Eichichter Loquitzmühle

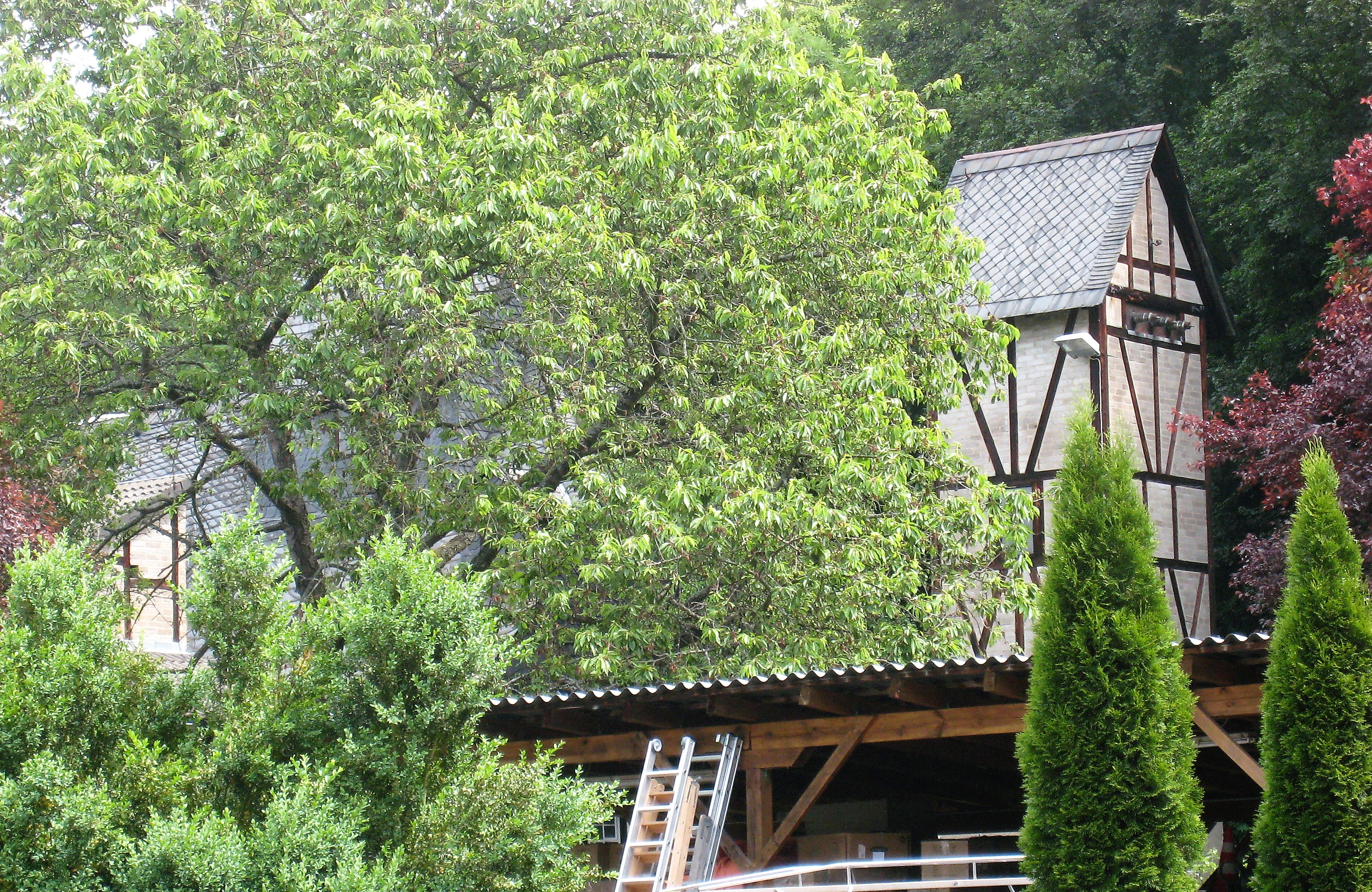
Loquitzmühle am Ortsrand von Eichicht

Die Eichichter Loquitzmühle befindet sich in Eichicht (Kaulsdorf), Schloßstraße 42, oberhalb der Mündung der Loquitz in die Saale.
Sie wurde in der richterlichen Entscheidung auf dem Konzil zu Konstanz 1417 erstmals erwähnt. Eine Urkunde aus dem Jahre 1541 bestätigt dem Eigentümer der Eichichter Mühle zusätzlich das Fischrecht im Mühlbach an der Loquitz.
1910 wurde mit der Erzeugung von elektrischer Energie aus Wasserkraft mittels zweier Turbinen mit einer Leistung von jeweils 32 kW begonnen. Neben der Mahl- und Schrotmühle bestand bis 1909 eine Schneidemühle, die der technischen Weiterentwicklung der Turbinenanlage weichen musste. Das Wasser der Loquitz wird hier seit mehr als 595 Jahren ohne Unterbrechung genutzt.
Ungefähr 500 m vor der Mündung der Loquitz in die Saale wird über einen Graben Wasser für die Eichichter Loquitzmühle entnommen. Der Graben mündet 70 m oberhalb der Loquitz-Mündung in die Saale.